# Триест (батискаф)
«Трие́ст» (фр. Trieste, итал. Trieste) — исследовательский батискаф, на котором в 1960 году было совершено рекордное погружение в Марианскую впадину.

## История создания
Батискаф «Триест» был сконструирован швейцарским учёным Огюстом Пиккаром с учётом его предыдущей разработки, первого в мире батискафа FNRS-2. Большую помощь в постройке батискафа оказал его сын, Жак Пиккар. Поплавок был изготовлен в Монфальконе. Гондолу изготовила фирма в Терни. Оборудование установили в Кастелламмаре-ди-Стабия. Своё название аппарат получил в честь итальянского города Триест, в котором были произведены основные работы по его созданию. «Триест» был спущен на воду в августе 1953 и совершил несколько погружений в Средиземном море с 1953 по 1957 год. Основным пилотом стал Жак Пиккар, а в первых погружениях также участвовал его отец, Огюст Пиккар, которому в то время уже исполнилось 69 лет. В одном из погружений аппарат достиг рекордной на тот момент глубины 3150 м.
В 1958 «Триест» был куплен ВМС США, так как в то время Соединенные Штаты стали проявлять интерес к исследованию океанских глубин, но ещё не располагали подобными аппаратами. После покупки конструкция батискафа была доработана — на заводе Круппа в городе Эссен, Германия, была изготовлена более прочная гондола. Новая гондола оказалась несколько тяжелее, и длину поплавка тоже пришлось увеличить, чтобы вместить больший объём бензина. Основным пилотом и техником аппарата в 1958—1960 годах оставался Жак Пиккар, имевший к тому времени большой опыт погружений.

## Конструкция
Батискаф «Триест» не имел принципиальных отличий от строившегося одновременно батискафа FNRS-3, так как в их разработке принимал участие Огюст Пиккар.
Корпус поплавка имеет форму, близкую к цилиндрической, на носу и на корме установлены обтекатели. Изготовлен из стального листа толщиной 5 мм и судового набора. Чтобы корабль не «рыскал» при буксировке, в кормовой части установлен развитый вертикальный киль. Для уменьшения бортовой качки при всплытии на поверхность внутри поплавка установлены внутренние кили (успокоители качки).
Поплавок разделён на 14 отсеков, носовой и кормовой отсеки — цистерны водяного балласта, при погружении они заполняются водой (воздух сбрасывается через клапан), после всплытия на поверхность балластные цистерны продуваются сжатым воздухом, увеличивается плавучесть, палуба поднимается над водой.
Двенадцать отсеков заполнены бензином. Бензин и морская вода не сообщаются друг с другом, разделены эластичной перегородкой, давление океанских глубин передаётся на бензин. Эластичная перегородка позволяет бензину сжиматься на глубине, таким образом, металл поплавка батискафа испытывает только механические нагрузки при движении судна, гидростатическое давление внутри и снаружи поплавка полностью компенсировано.
Центральный (седьмой) отсек имеет компенсирующую цистерну, частично (сверху) заполненную бензином и частично (снизу) заполненную морской водой (вода и бензин не смешиваются друг с другом). Часть бензина для уменьшения плавучести может быть выпущена за борт, его место занимает вода. Компенсирующая цистерна имеет вид вертикальной трубы, толщина стенок 10 мм, к её нижнему основанию подвешивается гондола.
Так как на больших глубинах огромное давление воды сжимает гондолу, её наружный и внутренний диаметр несколько уменьшается. Поэтому гондола крепится к компенсирующей цистерне стальными лентами крест-накрест, допускающими некоторое смещение.
С верхней палубы в гондолу ведёт шахта диаметром 0,65 м с трапом, соединённая с гондолой «вестибюлем», обеспечивающим герметичное прилегание гондолы к шахте (компенсирует подвижность гондолы на больших глубинах). Верхний люк шахты окружает открытая рубка. При погружении шахта затапливается, в подводном положении свободно сообщается с забортной водой.
На верхней палубе на мачте установлен магнитный компас, показания которого воспроизводятся в гондоле электрическим репитером, радиоантенна, навигационные огни, лаг и уголковый отражатель, облегчающий поиск всплывшего судна радиолокаторами кораблей сопровождения.
Система погружения и всплытия состоит из двух бункеров со стальной или чугунной дробью. В самом узком месте («воронка») установлены электромагниты, под действием магнитного поля дробь как бы «затвердевает», при отключении тока она высыпается, плавучесть батискафа увеличивается, снижается скорость погружения или начинается всплытие на поверхность. Сами бункеры удерживаются в корпусе поплавка электромагнитными защёлками, при отключении электрического тока или при разряде аккумуляторов происходит аварийный сброс бункеров.
Для плавной остановки вблизи морского дна использовался гайдроп — расплетённый стальной канат (на FNRS-3 использовалась якорная цепь). Когда «Триест» приближался к морскому дну, нижний свободно свисающий конец гайдропа ложился на дно, часть его веса «снималась» с корпуса батискафа, увеличивалась плавучесть. В определённый момент плавучесть становилась «нулевой» и подводный аппарат неподвижно зависал на некотором расстоянии от дна. При необходимости аварийного всплытия гайдроп можно было сбросить, отключив ток в электромагнитных защёлках.

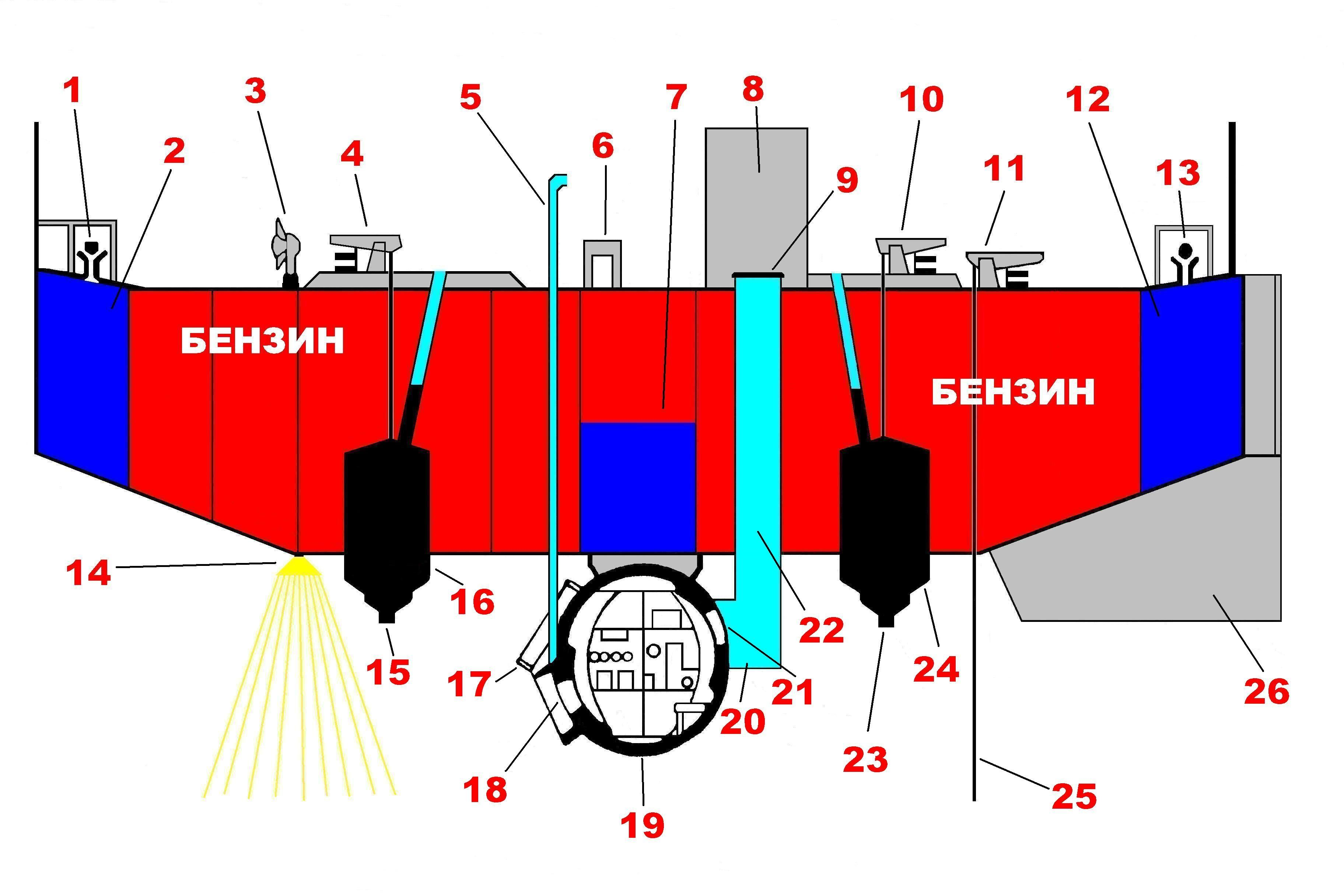
1 — клапан вентиляции носовой балластной цистерны; 2 — носовая балластная цистерна; 3 — электродвигатель и гребной винт; 4 — электромагнитная защёлка сброса бункера; 5 — устройство для подачи воздуха в гондолу; 6 — клапан стравливания бензина; 7 — компенсирующая цистерна; 8 — открытая рубка; 9 — палубный люк; 10 — электромагнитная защёлка сброса бункера; 11 — электромагнитная защёлка сброса гайдропа; 12 — кормовая балластная цистерна; 13 — клапан вентиляции кормовой балластной цистерны; 14 — прожектор; 15 — магнитный клапан отдачи дроби; 16 — бункер с дробью; 17 — фотовспышка; 18 — иллюминатор; 19 — гондола; 20 — «вестибюль»; 21 — люк в гондолу (с иллюминатором); 22 — заполняемая водой шахта; 23 — магнитный клапан отдачи дроби; 24 — бункер с дробью; 25 — гайдроп; 26 — киль

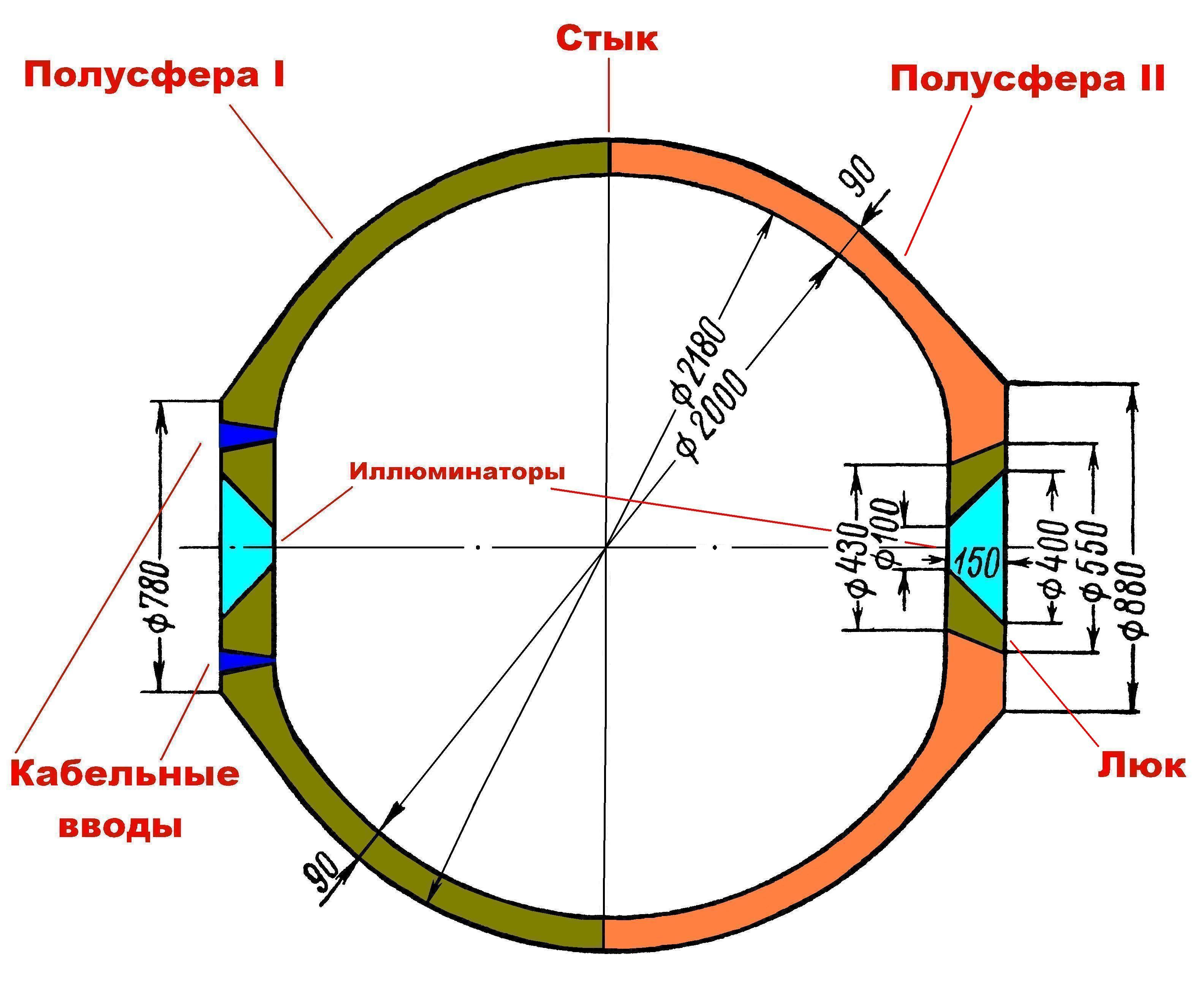
Старая гондола батискафа «Триест», рассчитанная на глубину до 4000м (аналогична гондоле батискафов FNRS-2 и FNRS-3)

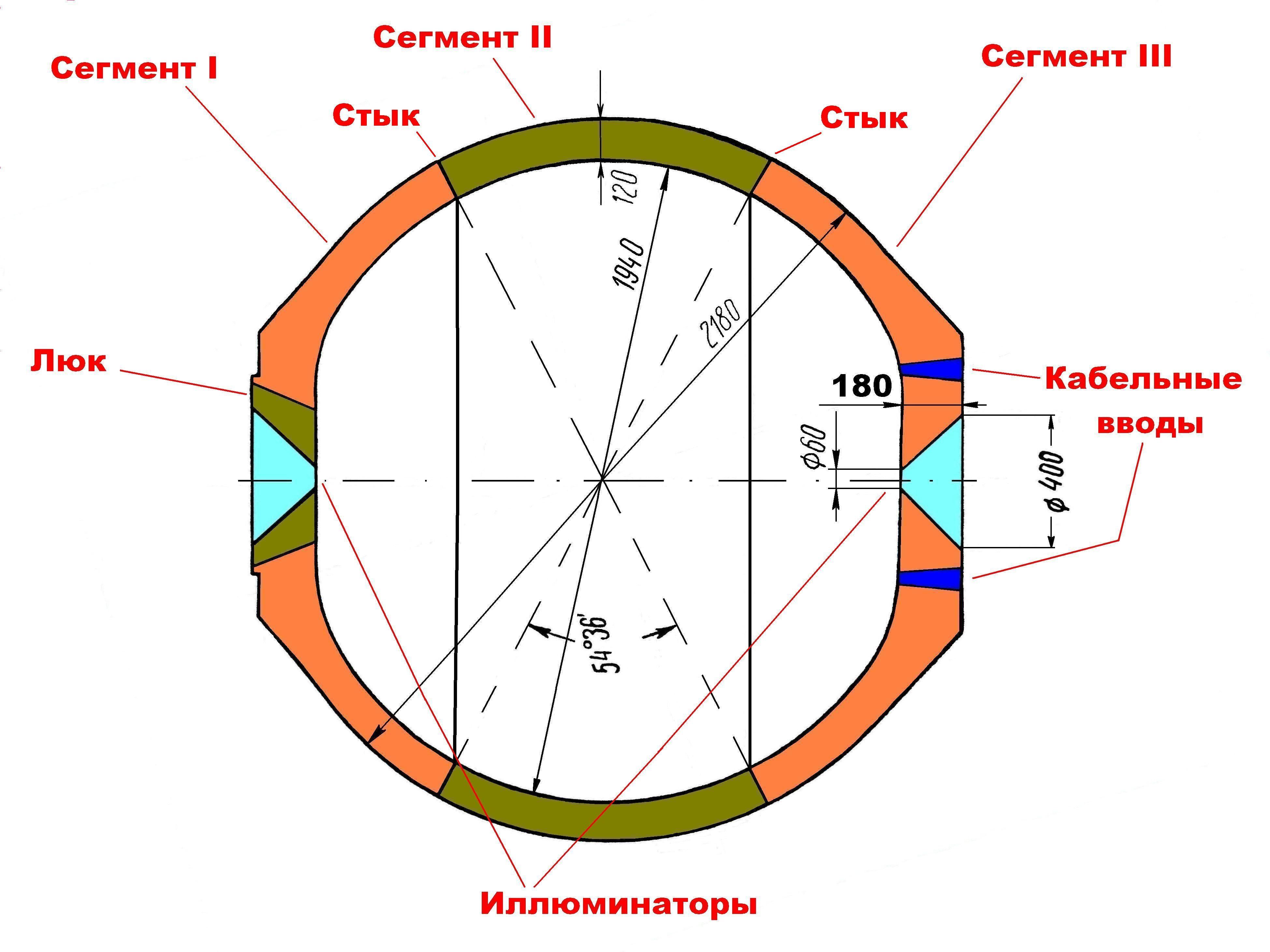
Новая гондола батискафа «Триест», рассчитанная на предельную (11 000 м) глубину погружения

Первая («старая») гондола «Триеста» сделана по образцу гондолы батискафа FNRS-3 (на FNRS-3 была установлена гондола от первого экспериментального батискафа FNRS-2, совершившего только два погружения, затем подводный аппарат был разобран).
Старая гондола имеет сферическую форму, состоит из двух полусфер. Каждая полусфера отлита, прокована и обработана на прецизионном токарном карусельном станке. Особенно тщательно обработан стык, отверстия люка, иллюминаторов и кабельных вводов. Полусферы склеены между собой эпоксидной смолой и стянуты стальными лентами.
Поскольку на больших глубинах огромное давление воды сжимает гондолу, её наружный и внутренний диаметр несколько уменьшается. Поэтому гондола крепится к «клетке» поплавка стальными лентами, допускающими некоторое смещение. Вся аппаратура внутри гондолы не прикреплена к стенкам, а смонтирована на раме, позволяющей стенкам беспрепятственно сближаться.
В гондолу ведёт запирающийся на болты люк, имеющий форму усечённого конуса, наружный диаметр 550 мм, внутренний диаметр 430 мм, толщина 150 мм. В люк встроен иллюминатор, через него экипаж наблюдал, вытеснена ли вода из шахты перед открыванием входного люка. Второй иллюминатор расположен строго симметрично первому. Иллюминаторы изготовлены из плексигласа, имеют форму усечённого конуса, малым основанием направленным внутрь. Отверстия для кабельных вводов также имеют форму усечённого конуса. Электрические кабели впаяны в пластмассовые конические пробки. Таким образом, чем больше забортное давление воды, тем сильнее люк, иллюминаторы и пробки электрических кабелей прижимаются к полусфере.
В гондоле находятся баллоны со сжатым кислородом, приборы системы жизнеобеспечения и управления, научные приборы, приборы связи, аккумуляторы, места для двух членов экипажа.
В 1958 году было принято решение сделать новую гондолу, способную выдержать давление более 1100 атмосфер, позволяющую покорить предельные глубины Мирового океана (Марианский жёлоб), тем более, что металл старой гондолы «устал». Заводы Круппа выполнили заказ. Сфера состояла не из двух, а из трёх частей: центрального кольца и двух куполообразных сегментов. Такое решение позволило уменьшить вес поковок и облегчить термическую обработку, необходимую для снятия остаточных напряжений.
Для проведения испытаний в барокамере была изготовлена модель гондолы в масштабе 1:20. Сфера разрушилась при давлении, эквивалентном глубине погружения 20 километров из-за того, что произошёл сдвиг по стыку. Другая модель была испытана на герметичность под давлением 1600 атмосфер в продолжение семи дней. Теоретические расчёты показали, что наружный диаметр гондолы при таком давлении должен уменьшиться на 3,7 мм.
Для вентиляции гондолы (до погружения и после всплытия, пока экипаж не покинул корабль), чтобы не расходовать ресурс системы жизнеобеспечения, на «Триесте» установлено устройство для подачи воздуха.
Параметры новой и старой гондол «Триеста»:
| Сравниваемая величина                            | Гондола для глубины 4000 м | Гондола для глубины 11 000 м |
| ------------------------------------------------ | -------------------------- | ---------------------------- |
| Внутренний диаметр, мм                           | 2000                       | 1940                         |
| Наружный диаметр, мм                             | 2180                       | 2180                         |
| Толщина стенки, мм                               | 90                         | 120                          |
| Толщина стенки у иллюминатора и толщина люка, мм | 150                        | 180                          |
| Масса крышки люка, кг                            | 180                        | 200                          |
| Наружный диаметр иллюминатора, мм                | 400                        | 400                          |
| Внутренний диаметр иллюминатора, мм              | 100                        | 60                           |
| Толщина иллюминатора, мм                         | 150                        | 180                          |
| Масса гондолы без оборудования, тонн             | 9                          | 12                           |

Электропитание «Триест» (до второй модернизации в 1961 году) получал от серебряно-цинковой аккумуляторной батареи, установленной в гондоле. Движение батискафу сообщали два электромотора, движители — гребные винты. Изолирующая жидкость окружала электродвигатели, на неё через мембрану передавалось давление забортной воды. Руль отсутствовал. Поворот производился включением только одного двигателя, разворот почти на месте — работой двигателей в разные стороны. В подводном положении батискаф двигался кормой вперёд.
Основные технические характеристики аппарата (до модернизации):
- длина поплавка без обтекателей — 15,1 м;
- масса пустого поплавка — 15 т;
- масса переменного балласта (стальная дробь) — 9 т;
- объём бензина — 86 000 л;
- объём балластных водяных цистерн: 2×6 м³;
- объём компенсирующей цистерны — 4,25 м³ (бензин может быть вытеснен морской водой).

Так как масса новой гондолы увеличилась на 3 т, то необходимо было принять в поплавок дополнительно 10 м³ бензина, поэтому корпус поплавка был удлинён на 2,5 м: 2-й и 13-й отсеки удлинены на 1,25 м каждый. В результате объём бензина увеличился на 24 м³, заодно увеличили запас балласта (стальной дроби).

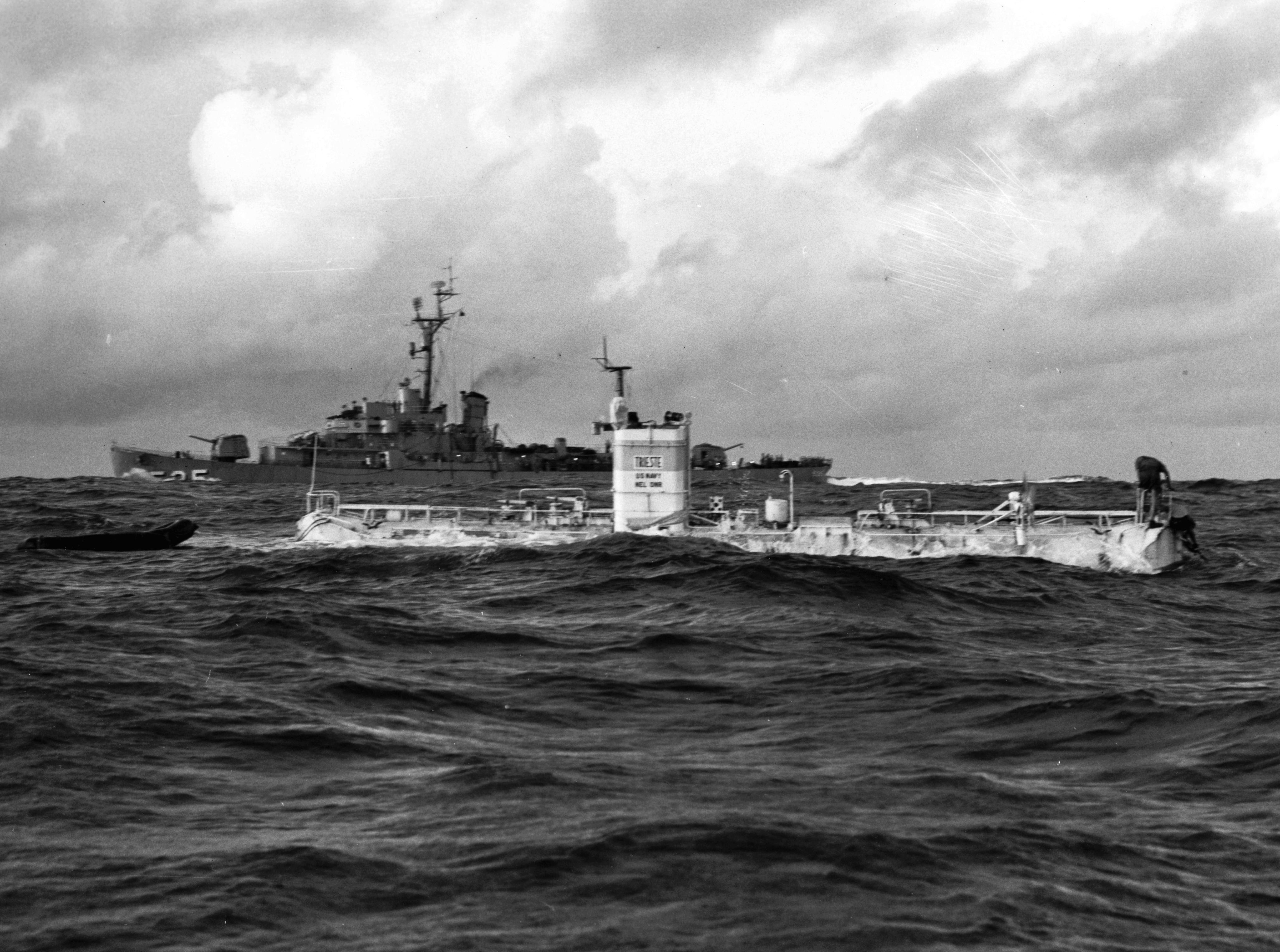
23 января 1960 г. «Триест» и корабль сопровождения ВМС США эскортный миноносец Lewis

## Проект «Нектон»

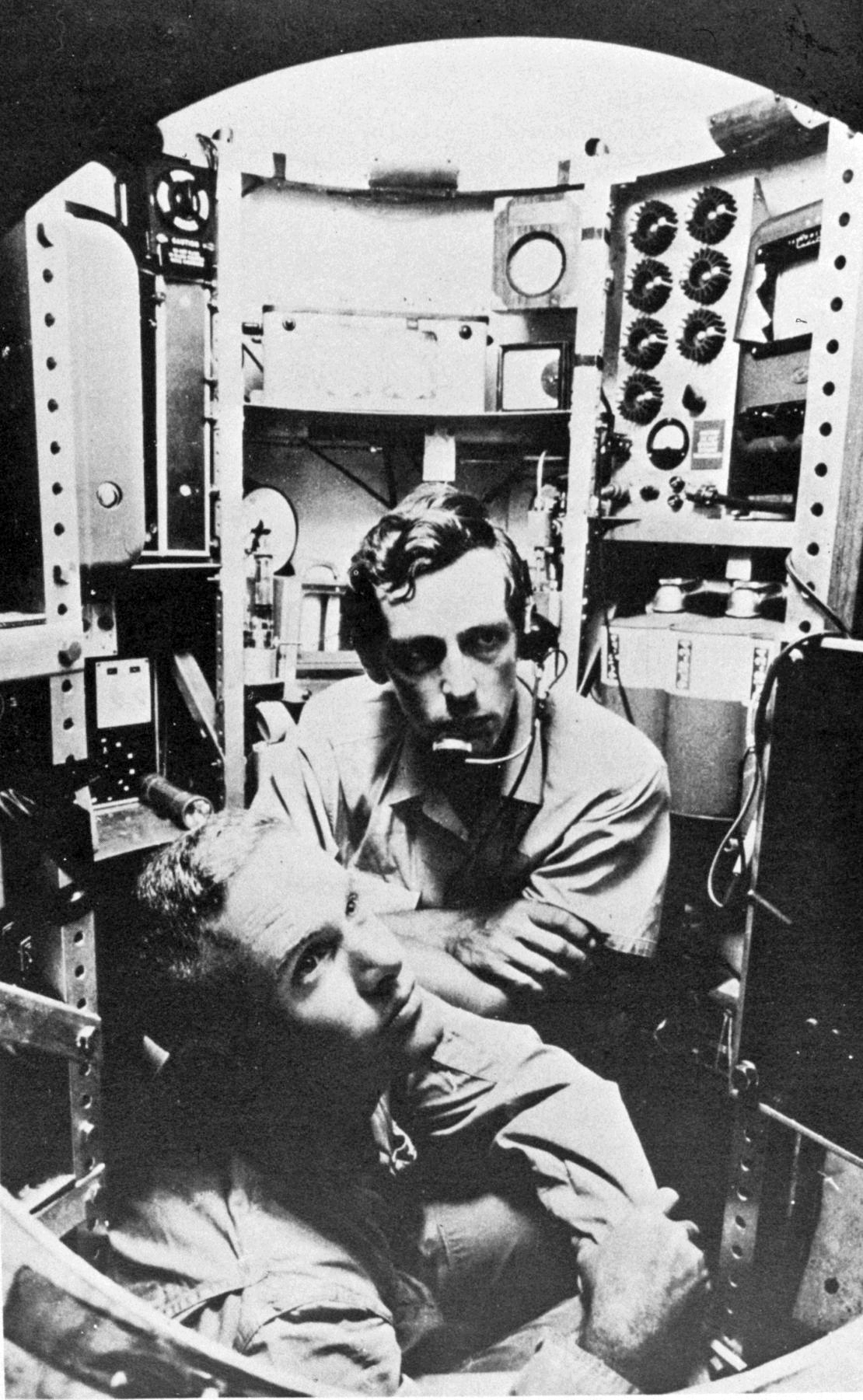
Дон Уолш (впереди слева) и Жак Пиккар (в центре) в гондоле батискафа «Триест»

В 1957 году во Франции началась разработка батискафа с предварительным названием B11000 («Батискаф 11 000 метров») для погружения на предельную глубину Мирового океана, в дальнейшем корабль получил название «Архимед». Однако Огюст Пиккар опередил Францию, предложив модернизировать «Триест». «Архимеду» не довелось покорить «Бездну Челленджера».
Новая гондола позволяла «Триесту» опускаться на любые известные глубины, не подвергая опасности экипаж. Поэтому местом следующих погружений была выбрана Марианская впадина, в которой расположена наиболее глубокая точка Мирового океана. Эта серия погружений получила официальное кодовое название «Проект „Нектон“».
В ходе реализации проекта 23 января 1960 Жак Пикар и лейтенант ВМС США Дон Уолш совершили погружение на глубину 10 919 м, что являлось абсолютным рекордом глубины для пилотируемых и беспилотных аппаратов.
В 8:23 местного времени «Триест» принял водяной балласт, началось погружение. Глубины 100 метров достигли за 10 минут, затем корабль «завис» в слое холодной воды, пришлось выпустить часть бензина. Также остановки были на глубине 130 и 160 м. После 200 м начался спуск без остановок, сказалось сжатие и охлаждение бензина. До глубины 7800 м «Триест» погружался со средней скоростью 0,9 м/с, после сброса малой части стальной дроби скорость погружения на глубине 9000 м составляла 0,3 м/с. В 13:06 местного времени конец гайдропа коснулся дна. Пришлось выпустить часть бензина, чтобы «приземлить» «Триест».
На дне Пикар и Уолш увидели рыбу, похожую на камбалу и креветку. Исследователи связались по ультразвуковому телефону с кораблём сопровождения и доложили о прибытии к месту назначения. Были проведены эксперименты: температура воды за бортом составила +3,3 °C, измерен радиоактивный фон, специальной линейкой измерили внутренний диаметр гондолы, оказалось, что она сжалась на 3 мм. Температура воздуха в гондоле составила +4,5 °С.
Время пребывания на дне составило примерно 20 минут, затем в течение 10 минут сбрасывался балласт, начался подъём.
Вначале батискаф всплывал со скоростью 0,5 м/с, на глубине 6000 м скорость возросла до 0,9 м/с, а на глубине 3000 м — до 1,5 м/с, сказалось расширение бензина.
Подъём продолжался 3 часа 27 минут, общее время погружения составило 8 часов 25 минут.
Следующее покорение «Бездны Челленджера» произошло 26 марта 2012 года канадским режиссёром Джеймсом Кэмероном в батискафе "Deepsea Challenger".

## Другие погружения «Триеста»

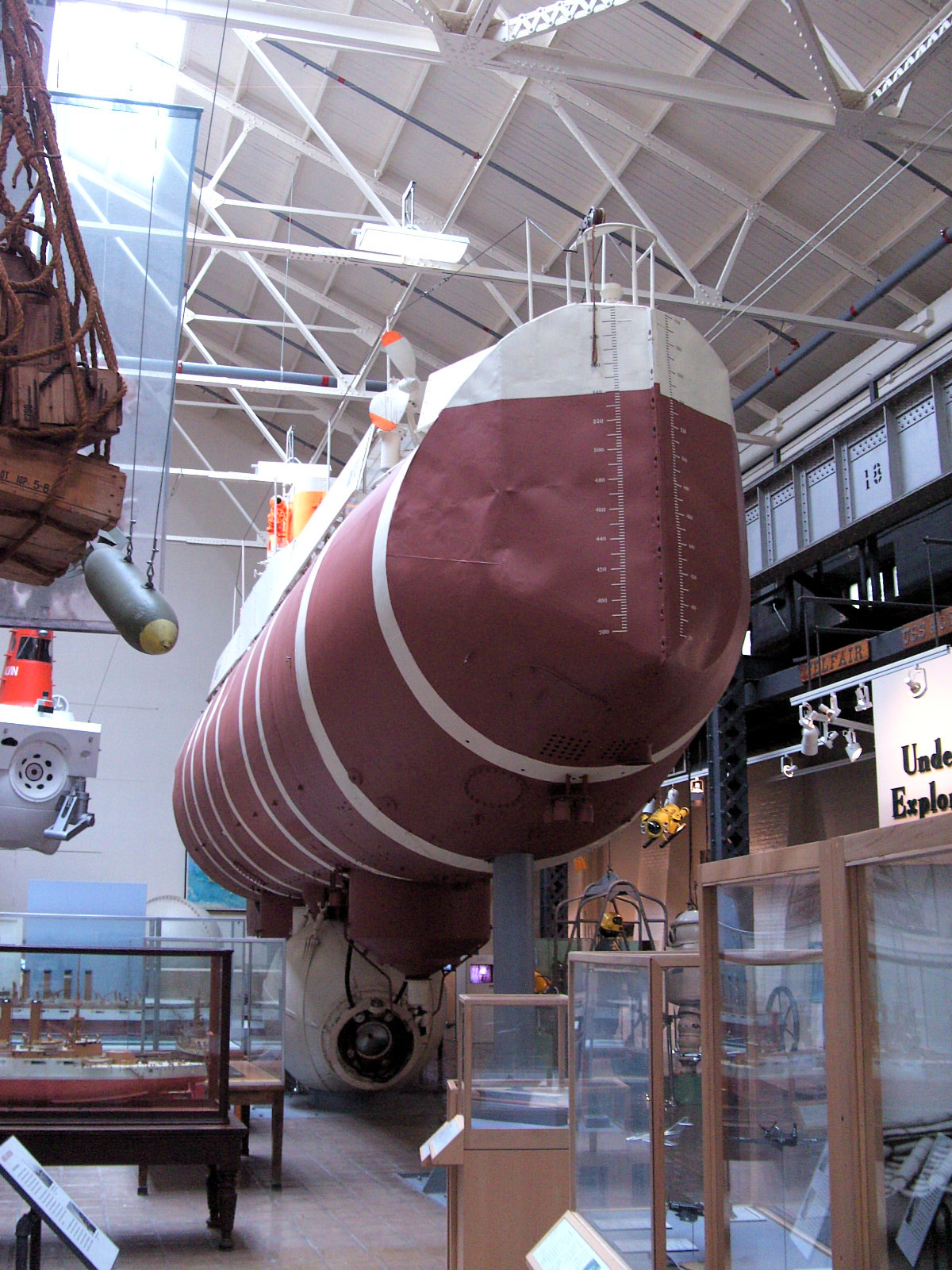
«Триест» в музее

В 1961 году «Триест» был вторично модернизирован, в дополнение к двум электродвигателям с гребными винтами установлены ещё три: один — для вертикального перемещения, два — для бокового маневрирования. К поплавку были подвешены дополнительные свинцовые аккумуляторные батареи. Аккумуляторы находились в герметичных контейнерах, на электролит через изолирующую жидкость передавалось забортное давление, при аварийном всплытии батареи сбрасывались. Также на «Триесте» был установлен гидрофон и гидролокатор.
В апреле 1963 года «Триест» был в третий раз модернизирован (вне гондолы установлена телевизионная камера и «механическая рука», способная поднимать со дна предметы весом до 22,6 кг) и использован в Атлантическом океане для поиска пропавшей подлодки ВМС США «Трешер». 24 августа командир батискафа капитан-лейтенант Дональд Кич захватил манипулятором кусок трубы длиной около 1,5 м, который оказался обломком вентиляционного трубопровода «Трешера».
«Триест» участвовал в военных экспериментах в качестве глубоководной мишени, при этом его пеленговали при помощи гидролокаторов с надводных кораблей сопровождения.
В августе 1963 года «Триест» нашёл остов корабля у берегов Новой Англии на глубине в 2560 м под поверхностью. Затем батискаф был разобран.
С батискафа за весь период погружений было сделано более 250 000 фотоснимков.
В настоящее время батискаф «Триест» выставлен в военно-морском историческом центре Вашингтона (США).
Батисфера «Терни», которая была построена с использованием старой гондолы «Триеста», в дальнейшем была использована для строительства нового батискафа «Триест-2», который в 1964 году также провёл несколько погружений в поисках «Трешера». В 1966 году старая гондола батискафа «Триест-2» была заменена новой, разработанной для работ на глубине в 6100 м.